# Paura d'amare (film 1942)
Paura d'amare è un film del 1942 diretto da Gaetano Amata.

## Accoglienza

### Critica
Antonio Pietrangeli in Si gira del 1º marzo 1942 "[...] Non vogliamo con questo dire che Paura d'amare, sia un bel film, anzi Amata non ce ne vorrà se diremo chiaramente che il film nel complesso è brutto. Ma era doveroso da parte nostra riconoscere le innegabili qualità di un esordiente."